# Harry Jefferson
Harry Wyndham Jefferson (Mumbai, 9 marzo 1849 – Alcombe, 23 giugno 1918) è stato un velista britannico.

## Carriera
Partecipò ai giochi della II Olimpiade di Parigi nel 1900, in cui vinse una medaglia d'oro nella gara della classe da tre a dieci tonnellate, a bordo dello yacht Bona Fide.

## Palmarès
| Anno | Manifestazione | Sede   | Evento          | Risultato |
| ---- | -------------- | ------ | --------------- | --------- |
| 1900 | Olimpiadi      | Parigi | Classe 3-10 ton | Oro       |